# المیرا سیدیکووا
المیرا سیدیوکووا (به روسی: Эльмира Сыздыкова، آوانگاری: زادهٔ ۵ فوریهٔ ۱۹۹۲) یک کشتی‌گیر آزادکار اهل کشور قزاقستان است. 
وی دارندۀ مدال برنز المپیک ۲۰۱۶ ریو دو ژانیرو می‌باشد و پنج نشان در مسابقات آسیایی کسب کرده است. وی سابقه حضور در المپیک ۲۰۲۰ توکیو را دارد.